# HAT-P-7b
HAT-P-7b (ou Kepler-2b) é um exoplaneta descoberto em 2008. Ele orbita muito perto de sua estrela-mãe, e é maior e mais maciço do que Júpiter. Devido ao calor extremo que recebe de sua estrela, a temperatura do lado diurno se prevê que seja 2730+150
−100 K.

## História
O sistema HAT-P-7 está dentro do campo de visão da sonda espacial Kepler já operacional, que confirmou as propriedades de trânsito e orbitais do planeta que melhorou significativamente a confiança e a ocultação observada e as características da curva de luz consistentes com um ambiente fortemente observado com advecção limitada para o lado da noite. Nos testes com o HAT-P-7b, Kepler provou que era sensível o suficiente para detectar planetas semelhantes à Terra.
Em agosto de 2009, foi anunciado que o HAT-P-7b pode ter uma órbita retrógrada, com base em medições do efeito Rossiter–McLaughlin. Este anúncio veio apenas um dia após o anúncio do primeiro planeta descoberto com tal órbita, WASP-17b.
Em janeiro de 2010, foi anunciado que o HAT-P-7b foi detectado através de variações de luz elipsoidais, a primeira detecção de tal tipo. Este método analisa a variação de brilho causado pela rotação de uma estrela como a sua forma sincronizada distorcida pelo planeta.
Em 4 de julho de 2011, HAT-P-7b foi o tema da milionésima observação do Telescópio espacial Hubble.